# Diocese de Segorbe-Castelló de la Plana
A Diocese de Segorbe-Castellón de la Plana (em latim: Dioecesis Segobricensis-Castillionensis) é uma diocese da Igreja Católica da Espanha, sediada nas cidades de Segorbe e Castelló de la Plana na província de Castellón, comunidade autónoma de Valenciana. Faz parte da Arquidiocese de Valência. Foi fundada em 580 pelo Papa Pelágio II como Diocese de Segorbe, e restaurada em 1238 pelo Papa Gregório IX com o mesmo nome. Em 2022 contava com uma população católica de 430 880 fiéis, sendo 86,0% da população total, e tinha 195 paróquias.

## História
Em 580 o Papa Pelágio II funda a Diocese de Segorbe, sendo suprimida em 700. Em 1238 o Papa Gregório IX restaura a diocese com o mesmo nome. Em 1258 a Diocese de Segorbe se une com a Diocese de Albarracin formando a Diocese de Segorbe-Albarracin. Em 1577 a união e dissolvida e as dioceses voltam ao que era de inicio. Em 1957 a Diocese de Segorbe ganha parte do território da Arquidiocese de Valência. Em 1960 a diocese tem seu nome alterado para Diocese de Segorbe-Castellón de la Plana. Em 1975 a diocese perde território para as dioceses de Teruel (-Albarracín) e Cuenca.

## Lista de bispos
A seguir uma lista de bispos da diocese desde sua restauração em 1236. Não se tem muito registro dos bispos anteriores a essa data.
|                                         | Nome                                      | Período                                 | Notas                                   |
| Bispos de Segorbe-Castellón de la Plana | Bispos de Segorbe-Castellón de la Plana   | Bispos de Segorbe-Castellón de la Plana | Bispos de Segorbe-Castellón de la Plana |
| --------------------------------------- | ----------------------------------------- | --------------------------------------- | --------------------------------------- |
| 4º                                      | Casimiro López Llorente                   | 2006 - atual                            |                                         |
| 3º                                      | Juan Antonio Reig Pla                     | 1996 - 2005                             | Nomeado bispo de Cartagena              |
| 2º                                      | José María Cases Deordal                  | 1971 - 1996                             |                                         |
| 1º                                      | José Pont y Gol                           | 1960 - 1970                             | Nomeado arcebispo de Tarragona          |
| Bispos de Segorbe                       |                                           |                                         |                                         |
| 37º                                     | José Pont y Gol                           | 1951 - 19760                            | Nomeado bispo dessa diocese             |
| 36º                                     | Ramón Sanahuja y Marcé                    | 1944 - 1950                             | Nomeado bispo de Cartagena              |
| 35º                                     | Miguel de los Santos Serra y Sucarrats    | 1936 - 1936                             | Faleceu no cargo                        |
| 34º                                     | Luis José María Amigó y Ferrer, O.F.M.    | 1913 - 1934                             | Faleceu no cargo                        |
| 33º                                     | Antonio María Massanet y Verd             | 1907 - 1911                             | Faleceu no cargo                        |
| 32º                                     | Manuel María Cerero y Soler               | 1900 - 1907                             | Faleceu no cargo                        |
| 31º                                     | Francisco de Asís Aguilar y Serrat        | 1880 - 1899                             | Faleceu no cargo                        |
| 30º                                     | Mariano Miguel Gómez Alguacil y Fernández | 1876 - 1880                             | Nomeado bispo de Vitória                |
| 29º                                     | José Luis Montagut y Rubio                | 1868 - 1875                             | Faleceu no cargo                        |
| 28º                                     | Joaquín Hernández y Herrero               | 1865 - 1868                             | Faleceu no cargo                        |
| 27º                                     | Domingo Canubio Alberto, O.P.             | 1847 - 1864                             | Faleceu no cargo                        |
| 26º                                     | Julián Sanz Palanco                       | 1825 - 1837                             | Faleceu no cargo                        |
| 25º                                     | Vicente Ramos y García                    | 1822 - 1824                             | Faleceu no cargo                        |
| 24º                                     | Francisco Antonio La Dueña Cisneros       | 1816 - 1821                             | Faleceu no cargo                        |
| 23º                                     | Lorenzo Algüero Ribera, O.S.M.            | 1814 - 1816                             | Faleceu no cargo                        |
| 22º                                     | Lorenzo Gómez Haedo                       | 1783 - 1809                             | Faleceu no cargo                        |
| 21º                                     | Lorenzo Lay y Anzano, O.P.                | 1780 - 1781                             | Faleceu no cargo                        |
| 20º                                     | Alonso Cano Nieto, O.SS.T.                | 1770 - 1780                             | Faleceu no cargo                        |
| 19º                                     | Blas Roldán, O.S.H.                       | 1758 - 1770                             | Faleceu no cargo                        |
| 18º                                     | Pedro Fernández Velarde                   | 1751 - 1757                             | Faleceu no cargo                        |
| 17º                                     | Francisco Cuartero Lumbreras              | 1748 - 1750                             | Faleceu no cargo                        |
| 16º                                     | Francisco Antonio Cepeda Guerrero         | 1731 - 1748                             | Faleceu no cargo                        |
| 15º                                     | Diego Muñoz Baquerizo                     | 1714 - 1730                             | Faleceu no cargo                        |
| 14º                                     | Rodrigo Marín y Rubio                     | 1708 - 1714                             | Nomeado bispo de Jaén                   |
| 13º                                     | Antonio Ferrer y Milán, C.O.              | 1691 - 1707                             | Faleceu no cargo                        |
| 12º                                     | Jean Crisóstomo Royo de Castellvi         | 1680 - 1691                             | Faleceu no cargo                        |
| 11º                                     | José Sanchís y Ferrandis, O.de M.         | 1673 - 1679                             | Nomeado arcebispo de Tarragona          |
| 10º                                     | Anastasio Vives de Rocamora, O.Carm       | 1661 - 1672                             | Renunciou                               |
| 9º                                      | Francisco Gabaldá Guasch, O.S.H.          | 1652 - 1660                             | Faleceu no cargo                        |
| 8º                                      | Diego Serrano Sotomayor, O.de M.          | 1639 - 1652                             | Nomeado bispo de Guadix                 |
| 7º                                      | Juan Bautista Pellicer                    | 1636 - 1638                             | Faleceu no cargo                        |
| 6º                                      | Pedro Ginés Casanova                      | 1610 - 1635                             | Faleceu no cargo                        |
| 5º                                      | Feliciano Figueroa                        | 1599 - 1609                             | Faleceu no cargo                        |
| 4º                                      | Juan Bautista Pérez Rubert                | 1591 - 1597                             | Faleceu no cargo                        |
| 3º                                      | Martín de Salvatierra                     | 1583 - 1591                             | Nomeado bispo de Ciudad Rodrigo         |
| 2º                                      | Gil Ruiz de Lihori, C.R.S.A.              | 1579 - 1582                             | Faleceu no cargo                        |
| 1º                                      | Francisco Sancho Allepuz                  | 1577 - 1578                             | Faleceu no cargo                        |
| Bispos de Segorbe-Albarracin            |                                           |                                         |                                         |
| 27º                                     | Francisco Soto Salazar                    | 1571 - 1576                             | Nomeado bispo de Salamanca              |
| 26º                                     | Juan de Muñatones, O.S.A.                 | 1556 - 1571                             | Faleceu no cargo                        |
| 25º                                     | Gaspar Jofre de Borja                     | 1530 - 1556                             | Faleceu no cargo                        |
| 24º                                     | Gilberto Martí, O.S.H.                    | 1500 - 1530                             | Faleceu no cargo                        |
| 23º                                     | Bartolomé Martí                           | 1499 - 1500                             | Faleceu no cargo                        |
| 22º                                     | Juan Maradei                              | 1498 - 1499                             | Faleceu no cargo                        |
| 21º                                     | Bartolomé Martí                           | 1473 - 1498                             | Faleceu no cargo                        |
| 20º                                     | Pedro Baldó, O.Cist                       | 1461 - 1473                             | Faleceu no cargo                        |
| 19º                                     | Francesco Ferrer                          | 1459 - 1460                             | Nomeado arcebispo de Cagliari           |
| 18º                                     | Luis Juan del Milà                        | 1453 - 1459                             | Nomeado bispo de Lérida                 |
| 17º                                     | Jaime Gerart y Vernomen                   | 1438 - 1445                             | Nomeado bispo de Barcelona              |
| 16º                                     | Francisco Aguilón                         | 1428 - 1428                             |                                         |
| 15º                                     | Jean de Tauste, O.F.M.                    | 1410 - 1427                             | Faleceu no cargo                        |
| 14º                                     | Francisco Riquer y Bastero, O.F.M.        | 1400 - 1409                             | Faleceu no cargo                        |
| 13º                                     | Diego de Heredia                          | 1384 - 1400                             | Nomeado bispo de Vic                    |
| 12º                                     | Francesco Rafardi, O.F.M.                 | 1380 - 1380                             |                                         |
| 11º                                     | Íñigo Vallterra Sánchez de Heredia        | 1369 - 1380                             | Nomeado arcebispo de Tarragona          |
| 10º                                     | Juan Martínez                             | 1362 - 1369                             | Nomeado bispo de Huesca                 |
| 9º                                      | Elías de Perigueux                        | 1356 - 1362                             | Faleceu no cargo                        |
| 8º                                      | Sancho d’Ull, O.Carm                      | 1319 - 1356                             | Faleceu no cargo                        |
| 7º                                      | Antonio Muñoz                             | 1302 - 1318                             | Faleceu no cargo                        |
| 6º                                      | Aparicio                                  | 1288 - 1301                             | Faleceu no cargo                        |
| 5º                                      | Miguel Sánchez                            | 1278 - 1288                             | Faleceu no cargo                        |
| 4º                                      | Pedro Ximenez Segura                      | 1272 - 1277                             | Faleceu no cargo                        |
| 3º                                      | Pedro Garcés, O.Cist.                     | 1265 - 1272                             | Faleceu no cargo                        |
| 2º                                      | Martin Álvarez                            | 1260 - 1264                             | Faleceu no cargo                        |
| 1º                                      | Pedro García                              | 1246 - 1259                             | Faleceu no cargo                        |